# Best 20
Best 20 — четвёртый сборник песен российской женской поп-группы «Блестящие», выпущенный 20 декабря 2016 года. Он включает в себя лучшие синглы группы за 20 лет её существования, а также сольную песню Нади Ручки «С кем Новый год встретишь», выпущенную в начале 2016 года.

## Реакция критиков
Алексей Мажаев из агентства InterMedia посчитал, что «за 20 с небольшим лет существования у гёрлз-бэнда накопилась пара десятков песен для „бестника“ — и только один из этих треков можно назвать настоящим, стопроцентным, безупречным хитом». «Главным суперхитом» Мажаев назвал композицию «А я всё летала», под которую «и самый усталый человек если не станцует, то хоть подпоёт». «И вроде бы песня решена теми же музыкальными средствами, что и остальные, но… чуть больше наглости, чуть больше мелодической резкости позволили треку заметно выделиться на общем фоне» — прокомментировал Мажаев. По его мнению, «все остальные композиции будто бы сознательно избегали „острохитовости“ и вообще острых углов»: «Словом, вошедшие в сборник композиции „Там, только там“, „Долго тебя ждала“, „Апельсиновая песня“, „Чао, бамбина“, „Пальмы парами“, „Ча-ча-ча“, „Цветы“, „Белым снегом“, „Облака“ и „Где же ты, где“ вполне можно использовать в качестве приятного фонового саундтрека к постновогодней усталости» — посчитал Алексей. Рецензент также отметил, что «новогодние песни у „Блестящих“ тоже тихие и скорее грустные, так что и слушать их лучше уже после праздника».

## Список композиций
| №   | Название                    | Длительность |
| --- | --------------------------- | ------------ |
| 1.  | «Там, только там»           | 4:02         |
| 2.  | «Цветы»                     | 3:52         |
| 3.  | «Облака»                    | 4:39         |
| 4.  | «Ча-ча-ча»                  | 3:48         |
| 5.  | «Где же ты, где?»           | 4:07         |
| 6.  | «Чао, бамбина!»             | 3:55         |
| 7.  | «За осенью придёт зима»     | 3:23         |
| 8.  | «Белым снегом»              | 4:21         |
| 9.  | «Долго тебя ждала»          | 3:08         |
| 10. | «За четыре моря»            | 3:55         |
| 11. | «А я всё летала»            | 3:55         |
| 12. | «Ау-ау»                     | 3:38         |
| 13. | «Апельсиновая песня»        | 3:48         |
| 14. | «Пальмы парами»             | 4:02         |
| 15. | «Агент 007»                 | 3:35         |
| 16. | «Шар» (live mix)            | 4:26         |
| 17. | «Знаешь, милый»             | 3:34         |
| 18. | «Новый год»                 | 3:59         |
| 19. | «Новогодняя песня»          | 4:07         |
| 20. | «С кем Новый год встретишь» | 3:13         |